# 玻利瓦爾站
玻利瓦爾站（法語：Bolivar）是巴黎地鐵的一個車站，位於巴黎19區的西蒙·玻利瓦爾路。玻利瓦爾站是巴黎地鐵7號線支線的車站，開業於1911年7月18日。車站名稱來自於南美獨立英雄西蒙·玻利瓦爾。一戰期間玻利瓦爾車站曾被作為防空洞使用。

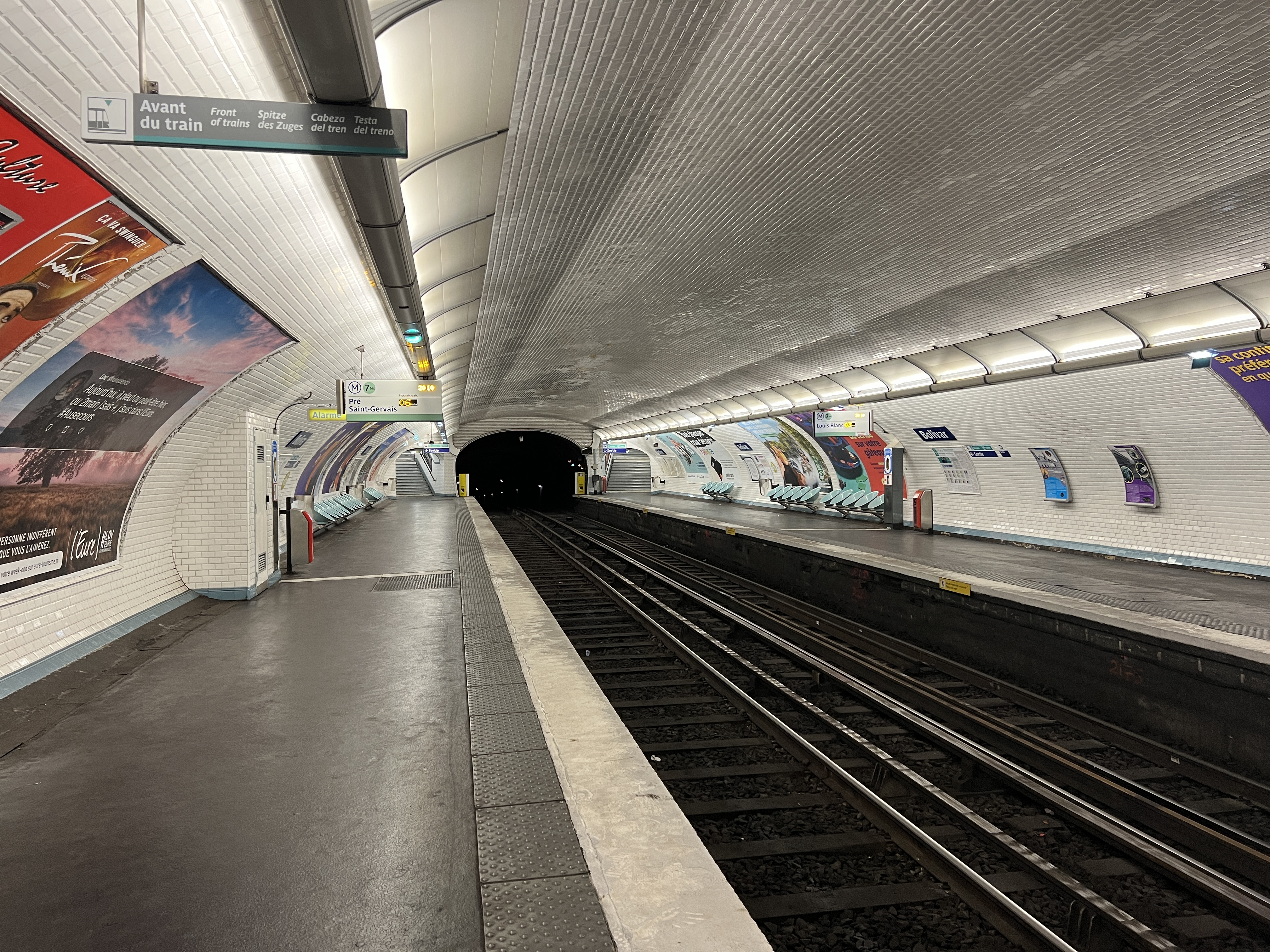
月台（2022年6月）

## 車站結構
| 街道層        |                    |                          |
| B1            | 月台連接夾層       |                          |
| 7號線支線月台 | 側式月台，右側開門 | 側式月台，右側開門       |
| 7號線支線月台 | 內行               | 往路易·布朗克（饒勒斯）  |
| 7號線支線月台 | 外行               | 往佩聖熱爾維（肖蒙山丘） |
| 7號線支線月台 | 側式月台，右側開門 |                          |